# Maria Oliva Bonaldo
Maria Oliva Bonaldo, en religion, Maria Oliva Bonaldo du Corps Mystique, née le 26 mars 1893 à Castelfranco Veneto et morte le 10 juillet 1976 à Rome, est une religieuse catholique italienne, fondatrice des filles de l'Église et reconnue vénérable par l'Église catholique.

## Biographie
Maria Oliva Bonaldo naît en 1893 de l'union de Giuseppe Antonio Bonaldo et Italica Dionisia Bianco. Elle est le quatrième enfant d'une fratrie de neuf. Ses parents sont tout d'abord restaurateurs puis ils ouvrent et exploitent un hôtel dans la commune de Bassano del Grappa où ils s'installent. Sa mère décède le 13 février 1904, en donnant naissance à son neuvième enfant. Maria a 11 ans.
Jusqu'à l'âge de quatorze ans elle est scolarisée dans une école de la congrégation religieuse des Filles de la charité canossiennes. Elle est ensuite scolarisée à Venise où elle obtient en 1910 un diplôme d'enseignante. Pour sa première affectation elle est envoyée dans une école primaire de la commune de Castello di Godego. Elle redistribue une partie de son salaire aux pauvres qu'elle nomme « Jésus » et prend l'habitude d'assister à la messe tous les matins .
En 1911, elle se fiance à Mario Melli, un jeune peintre vénitien. Le 22 mai 1913, elle décide de participer à la procession eucharistique pour la solennité du Saint-Sacrement du Corps et du Sang du Christ. Elle décrira plus tard cette procession et le moment où le prêtre a élevé l'hostie pour donner la bénédiction comme le tournant dans sa vie considérant à ce moment-là que « tout ce qui n'appartenait pas à Dieu n'était que vanité ». Elle déclarera qu'en rentrant à son domicile elle prit la résolution de devenir religieuse et mit fin à sa relation avec Mario Melli. Elle informe son directeur spirituel de son nouveau projet de devenir religieuse mais, celui-ci surpris par cette décision soudaine et inattendue la dissuade de rentrer immédiatement dans les ordres, ne l'estimant pas prête.
Pendant la Première Guerre mondiale, Maria Oliva se réfugie avec sa famille à Portiolo (it) où et se met au service de Don Pericle Aldini le curé local et est active dans la pastorale des jeunes.
En octobre 1920, à l'âge de 27 ans, elle rejoint la congrégation religieuse des Filles de la charité canossiennes à Trévise et le 24 octobre 1928, elle prononce ses vœux perpétuels.
De 1924 à 1928, elle fréquente université catholique du Sacré-Cœur à Milan et en 1930, elle soutient une thèse intitulée : « La Vierge dans l'Humanisme » qui lui permet d'être diplômée en lettres et philosophie. Elle est ensuite nommée directrice de l'Institut pédagogique de la congrégation canossienne à Trévise.
Pendant ces années au sein de la congrégation canossiennes, elle ressent le besoin de servir l'Église par la promotion de la prière et de l'adoration eucharistique. En 1934, elle écrit les « 33 pages » dans lesquelles elle développe les principes et la physionomie de ce qui allait par la suite devenir la congrégation des filles de l'Église. Souhaitant mettre en place ce projet, elle contacte le cardinal Adeodato Giovanni Piazza, patriarche de Venise. Celui-ci autorise le 24 juin 1938 à titre d'essai la création d'une communauté « filles de l'Église » au sein de la congrégation Filles de la charité canossiennes . Cette première communauté est formée par Maria Oliva Bonaldo et quatre autres religieuses.
Le 21 avril 1946, le cardinal Piazza donne son approbation pour que la communauté des filles de l'Église devienne une congrégation diocésaine (qui bénéficie d’une approbation pontificale le 21 décembre 1949) et demande au pape Pie XII que Maria Oliva Bonaldo soit déliée de son vœu de rester canossienne pour toujours, afin de lui permettre rejoindre la congrégation qu'elle a fondée. Le pape accepte.
Le 2 août 1946, dans l'église Saint-Maurice de Venise, Maria Oliva fait, en même temps que quarante-six sœurs, sa profession perpétuelle au sein de la congrégation des filles de l'Église. Elle choisit le nom de « Maria Oliva Bonaldo du Corps mystique ». Elle est élue supérieure générale de la congrégation, charge qu'elle occupera jusqu'à sa mort.
Maria Oliva est amenée à exercer la fonction de directeur spirituel. Parmi les personnes qu'elle suit figure Igino Giordani et Giorgio La Pira, tous deux déclarés vénérables par l’Église catholique.
Le 7 juillet 1976, Maria Oliva est victime d'un accident vasculaire cérébral et décède le 10 juillet. Son corps repose à la chapelle de la maison mère des filles de l'Église à Rome.

## Reconnaissance par l'Église
Le 17 juin 1987, le cardinal Ugo Poletti ouvre la cause pour la béatification de Maria Oliva Bonaldo du Corps mystique. Le 9 décembre 2013, le pape François reconnaît le caractère héroïque de ses vertus et la déclare vénérable.

## Galerie

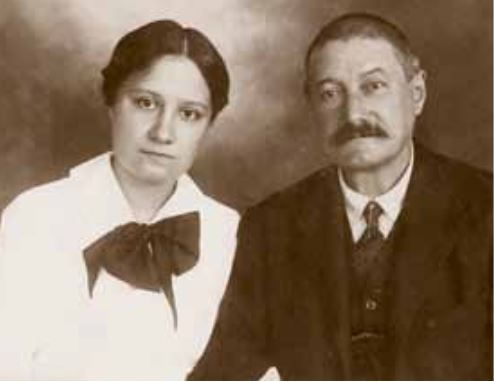
Maria Oliva et son père Giuseppe Bonaldo quelques jours avant son entrée au couvent
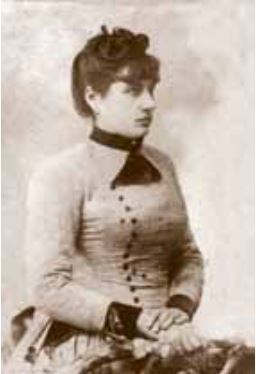
Italica Gioconda, mère de Maria Oliva
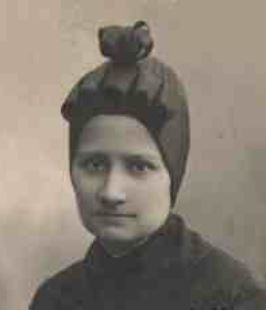
Maria Oliva chez les Filles de la charité canossiennes
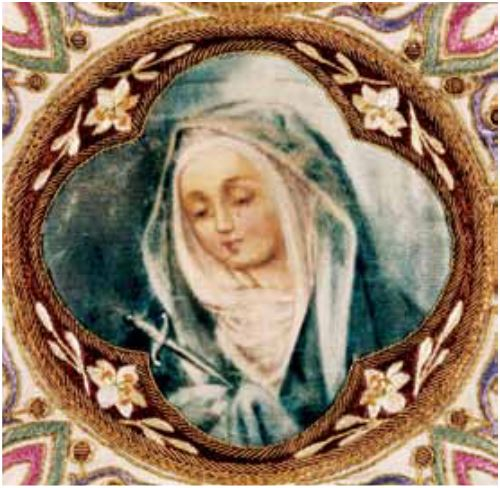
Vierge des douleurs peinte sur bois par Maria Oliva Bonaldo
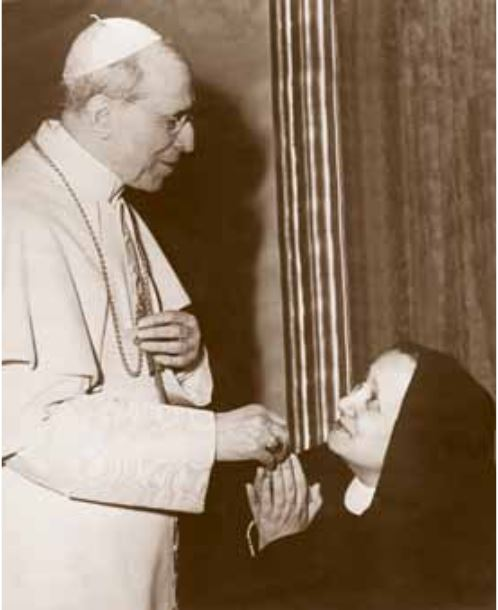
Maria Oliva Bonaldo rencontre le pape Pie XII, le 23 mars 1947